# Сплошнов, Сергей Иванович
Сергей Иванович Сплошнов (10 сентября 1907, Москва, Российская империя — 6 апреля 1979, Минск, БССР, СССР) — советский кинорежиссёр, заслуженный деятель искусств БССР (1970).

## Биография
Родился 10 сентября 1907 года в Москве. С 1914 по 1918 год учился в начальной школе. 
С 1918 по 1921 год работал в Историческом музее, одновременно с этим учился на рабфаке имени Покровского при МГУ, который он окончил в 1923 году. 
В 1924 году поступил в ГТК, который он окончил в 1928 году. С 1928 по 1929 год работал на киностудии Межрабпомфильм в должности помощника режиссёра, а с 1929 по 1933 год работал ассистентом режиссёра на киностудии Ленфильм.
В 1933 году переехал в БССР и был принят в состав киностудии Белгоскино, где и работал вплоть до начала Великой Отечественной войны. 
В 1941 году в начале войны ушёл добровольцем на фронт и попал в окружение и оказался в плену, но ему удалось оттуда сбежать и он примкнул к партизанскому отряду, был тяжело ранен и в связи с этим был демобилизован в 1944 году.
После войны вернулся на киностудию Беларусьфильм где работа режиссёром.
Скончался 6 апреля 1979 года в Минске.

## Фильмография

### Режиссёр
- 1941 — Песнь о дружбе
- 1948 — Родные напевы
- 1955 — Зелёные огни
- 1957 — Наши соседи
- 1959 — Любовью надо дорожить
- 1973 — Тёща

### Сценарист
- 1938 —
  - Маска (оригинальный текст — Антон Чехов) (режиссёр)
  - Налим (оригинальный текст — Антон Чехов) (режиссёр)
- 1959 — Любовью надо дорожить (режиссёр)

### Актёр
- 1930 — Весёлая война — Жорж.
- 1932 — Печать времени — руководитель.